# Protecció del disseny del circuit integrat
Els dissenys de maquetació (topografies) de circuits integrats són un camp en la protecció de la propietat intel·lectual.
A la llei de propietat intel·lectual dels Estats Units, una "obra de màscara" és una disposició o topografia en dues o tres dimensions d'un circuit integrat (IC o "xip"), és a dir, la disposició en un xip de dispositius semiconductors com transistors i components electrònics passius com resistències i interconnexions. El disseny s'anomena treball de màscara perquè, en els processos fotolitogràfics, les múltiples capes gravades dins dels circuits integrats reals es creen cadascuna utilitzant una màscara, anomenada fotomàscara, per permetre o bloquejar la llum en llocs específics, de vegades per a centenars de xips en una hòstia simultàniament.
A causa de la naturalesa funcional de la geometria de la màscara, els dissenys no es poden protegir eficaçment sota la llei de drets d'autor (excepte potser com a art decoratiu). De la mateixa manera, perquè les obres individuals de màscares litogràfiques no són un tema clarament protegit; tampoc no es poden protegir eficaçment sota la llei de patents, tot i que qualsevol procés implementat a l'obra pot ser patentable. Així, des de la dècada de 1990, els governs nacionals han estat atorgant drets exclusius semblants als drets d'autor que confereixen una exclusivitat limitada en el temps a la reproducció d'un disseny determinat. Els termes dels drets dels circuits integrats solen ser més breus que els drets d'autor aplicables a les imatges.

## Llei internacional
L'any 1989 es va celebrar una conferència diplomàtica a Washington, DC, que va adoptar un Tractat sobre la propietat intel·lectual respecte dels circuits integrats, també anomenat Tractat de Washington o Tractat IPIC. El Tractat, signat a Washington el 26 de maig de 1989, està obert als estats membres de l'Organització Mundial de la Propietat Intel·lectual (OMPI) de les Nacions Unides (ONU) i a les organitzacions intergovernamentals que compleixin determinats criteris. El Tractat s'ha incorporat per referència a l'Acord sobre els ADPIC de l'Organització Mundial del Comerç (OMC), amb les modificacions següents: el termini de protecció és d'almenys 10 (en lloc de vuit) anys a partir de la data de presentació de la sol·licitud o de la primera explotació comercial al món, però els membres poden oferir un termini de protecció de 15 anys des de la creació del traçat; el dret exclusiu del titular del dret s'estén també als articles que incorporen circuits integrats en els quals s'incorpori un esquema de traçat protegit, en la mesura que continuï contenir un traçat reproduït il·legalment; les circumstàncies en què els dissenys de traçat es poden utilitzar sense el consentiment dels titulars dels drets són més restringides; determinats actes realitzats sense saber-ho no constituiran infracció.
El Tractat IPIC actualment no està en vigor, però s'ha integrat parcialment a l'acord TRIPS.
L'article 35 del TRIPS en relació amb el Tractat IPIC diu:
Els membres es comprometen a proporcionar protecció als dissenys de traçat (topografies) dels circuits integrats (anomenats en aquest Acord com a "dissenys de traçat") d'acord amb els articles 2 a 7 (excepte el paràgraf 3 de l'article 6), l'article 12 i el paràgraf 3 de l'article 16 del Tractat de propietat intel·lectual en matèria de circuits integrats i, a més, a les disposicions següents, així com,
L'article 2 del Tractat IPIC dona les definicions següents:
i) «circuit integrat»: un producte, en la seva forma final o intermèdia, en el qual els elements, almenys un dels quals és un element actiu, i algunes o totes les interconnexions estan formades íntegrament en i/o sobre una peça de material i que està destinat a realitzar una funció electrònica.
(ii) «Disseny de traçat (topografia)»: la disposició tridimensional, sigui quin sigui l'expressió, dels elements, almenys un dels quals és un element actiu, i d'algunes o de totes les interconnexions d'un circuit integrat, o una disposició tridimensional d'aquest tipus preparada per a un circuit integrat destinat a la fabricació. . .
En virtut del Tractat IPIC, cada part contractant està obligada a garantir, en tot el seu territori, els drets exclusius sobre els dissenys de traçat (topografies) dels circuits integrats, tant si el circuit integrat en qüestió està incorporat en un article com si no. Aquesta obligació s'aplica als dissenys de traçat que són originals en el sentit que són el resultat de l'esforç intel·lectual dels seus creadors i no són habituals entre els creadors de dissenys de traçat i els fabricants de circuits integrats en el moment de la seva creació.